# جيمس كلارك (سياسي أمريكي، مواليد 1779)
جيمس كلارك (بالإنجليزية: James Clark) هو قاضي ومحامي وسياسي أمريكي، ولد في 16 يناير 1779 في مقاطعة بيدفورد في الولايات المتحدة، وتوفي في 27 سبتمبر 1839 في فرانكفورت في الولايات المتحدة. نشط حزبياً في حزب اليمين. وقد انتخب حاكم كنتاكي ‏ (30 أغسطس 1836 – 27 أغسطس 1839) وانتخب عضو مجلس النواب الأمريكي.